# Marolles-en-Brie (Senna e Marna)
Marolles-en-Brie è un comune francese di 422 abitanti situato nel dipartimento di Senna e Marna nella regione dell'Île-de-France.

## Società

### Evoluzione demografica
Abitanti censiti